# Eldrött Duväpple

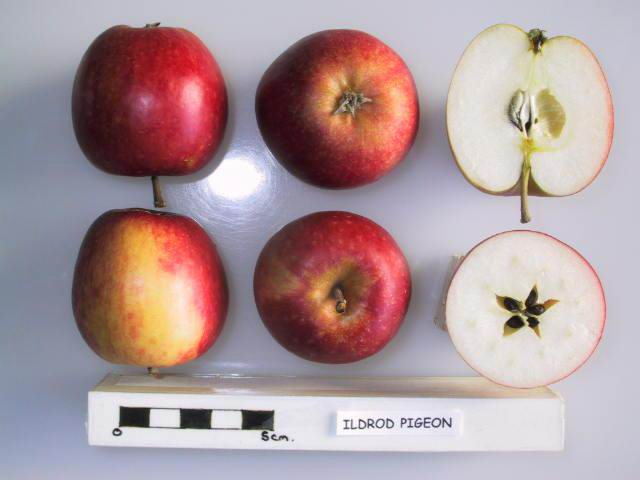
Eldrött Duväpple

Eldrött Duväpple är en äppelsort av intensiv röd färg. Sorten härstammar från Fyn år 1850. Sorten är diploid och har följande självsterilitetsgener: S7S10. Äpplet har ovanligt många kärnor, ofta 4 i varje kärnrum.[källa behövs] Sorten är känslig för skorv, fruktträdskräfta och mjöldagg. Blomningen på detta äpplet är medeltidig, och äpplen som pollineras av Eldrött Duväpple är bland annat Aroma, Cox Orange, Discovery, Ecklinville, Filippa, Guldborg, Ingrid Marie, James Grieve, Oranie, Ringstad, Summerred, och Transparente Blanche. I Sverige odlas Eldrött Duväpple gynnsammast i zon I-II. Det konsumeras i november-april.
Sorten anses överträffa det gamla röda duväpplet genom sin vackrare färg och längre hållbarhet.
I Skåne går äpplet under namnet Pigeon.

## Övriga duväpplen sålda i Sverige
- Vitt duväpple[4][5]
- Rött duväpple[4][5]  Denna sort ger ett gott fruktvin.[6]
- Oberdicks duväpple[4]
- Nathusius duväpple[4]
- Credes duväpple[5]  Finns med i Alnarps trädgårdars katalog 1872.

Credes duväpple var på 1800-talet odlat i Värmlands och Västmanlands län. Träden klarade den kalla vintern 1889 utan att skadas.
- Oktober pigeon = Wöldikes duväpple[5] Finns med i Alnarps trädgårdars katalog år 1869.